# Pena accessoria (ordinamento italiano)
La pena accessoria, nell'ordinamento giuridico penale italiano, è una tipologia di pena prevista dall'art.19 del codice penale italiano e sono distinte quelle previste per i delitti da quelle previste per le contravvenzioni.
L'elenco fornito dal codice non si può però dire tassativo, infatti altre ne sono previste in diversi rami dell'ordinamento italiano. L'applicazione di una pena accessoria segue la condanna ad una delle pene principali, loro caratteristica comune è infatti la complementarità astratta.

## Disciplina normativa
La loro disciplina è stata profondamente innovata dalla legge 7 febbraio 1990 n. 19 ("Modifiche in tema di circostanze, sospensione condizionale della pena e destituzione dei pubblici dipendenti") che ha introdotto il principio della sospendibilità delle pene accessorie. Queste possono essere temporanee o perpetue e se nella sentenza di condanna non è specificata la durata questa è la stessa della pena principale, salvo i limiti minimi e massimi previsti dalla legge.

## Le singole pene accessorie
Le pene accessorie previste dall'articolo 19 per i delitti sono:
- L'interdizione dai pubblici uffici
- L'interdizione da una professione o da un'arte
- L'interdizione legale
- L'interdizione dagli uffici direttivi delle persone giuridiche e delle imprese
- L'incapacità di contrattare con la pubblica amministrazione
- L'estinzione del rapporto d'impiego o di lavoro
- La decadenza o la sospensione dell'esercizio della potestà dei genitori.

Le pene accessorie previste per le contravvenzioni sono:
- La sospensione dall'esercizio di una professione o di un'arte
- La sospensione dalla direzione degli uffici direttivi delle persone giuridiche e delle imprese.

La pena comune alle contravvenzioni e ai delitti ex articolo 19 C.p. è:
- La pubblicazione della sentenza penale di condanna.

## Pene accessorie previste da altri rami dell'ordinamento
- Normativa tributaria: cancellazione dagli albi dei costruttori e dei fornitori della pubblica amministrazione.
- Legge fallimentare: inabilitazione all'esercizio di un'impresa commerciale
- Legge 24/11/81:divieto di emettere assegni bancari o postali
- Legge sugli stupefacenti: divieto di espatrio per un periodo non superiore ai 3 anni.
- Art. 6, comma 7, L. 13 dicembre 1989 n. 401: divieto di accedere ai luoghi ove si svolgono manifestazioni sportive con obbligo di presentazione alla P.G. per un periodo da due a otto anni.